# Мехтарлам
Мехтарла́м (пушту مهترلام, дарі مهترلام Mehtarlām) — місто в Афганістані, адміністративний центр провінції Лагман.

## Клімат
Місто знаходиться у зоні, котра характеризується кліматом тропічних степів. Найтепліший місяць — липень із середньою температурою 29.1 °C (84.4 °F). Найхолодніший місяць — січень, із середньою температурою 5.5 °С (41.9 °F).
| Клімат Мехтарлама       | Клімат Мехтарлама | Клімат Мехтарлама | Клімат Мехтарлама | Клімат Мехтарлама | Клімат Мехтарлама | Клімат Мехтарлама | Клімат Мехтарлама | Клімат Мехтарлама | Клімат Мехтарлама | Клімат Мехтарлама | Клімат Мехтарлама | Клімат Мехтарлама | Клімат Мехтарлама |
| Показник                | Січ.              | Лют.              | Бер.              | Квіт.             | Трав.             | Черв.             | Лип.              | Серп.             | Вер.              | Жовт.             | Лист.             | Груд.             | Рік               |
| Середній максимум, °C   | 8,3               | 9,5               | 14,7              | 21                | 26,3              | 31,7              | 31,7              | 30,7              | 28,3              | 23,4              | 17                | 10,7              | 21,1              |
| Середня температура, °C | 5,5               | 7,1               | 12,1              | 17,6              | 22,6              | 28                | 29,1              | 28,3              | 24,8              | 19,4              | 12,5              | 7,5               | 17,9              |
| Середній мінімум, °C    | −2,7              | −1,5              | 3,8               | 9,5               | 13,7              | 18,3              | 20,3              | 19,5              | 15,6              | 9,8               | 4                 | −0,5              | 9,2               |
| Норма опадів, мм        | 43.8              | 68.3              | 100.4             | 87.7              | 44.7              | 10.1              | 32                | 28.1              | 19.3              | 14.9              | 18.7              | 33.3              | 501.3             |
| Днів з опадами          | 3,3               | 5,5               | 10,6              | 10,8              | 7,7               | 3,3               | 4,5               | 4,5               | 3,2               | 3,2               | 3                 | 3,7               | 63,3              |
| Вологість повітря, %    | 59.6              | 60.2              | 58.6              | 56                | 44.8              | 35.2              | 44                | 47.8              | 45                | 45                | 48.6              | 57.1              | 50.2              |
| ----------------------- | ----------------- | ----------------- | ----------------- | ----------------- | ----------------- | ----------------- | ----------------- | ----------------- | ----------------- | ----------------- | ----------------- | ----------------- | ----------------- |
| Джерело: Weatherbase    |                   |                   |                   |                   |                   |                   |                   |                   |                   |                   |                   |                   |                   |

## Історія
На початку XI століття Махмуд Газневі заявив, що, нібито, тут виявлена могила, у якій похований Ламех (батько Ноя), і на місці могили було зведене святилище.

## Населення
У 1979 році, під час останнього перепису населення, що проводився в Афганістані, число жителів Мехтарлама склало 3 987 осіб. Оціночні дані на 2010 рік передбачають, що чисельність населення міста склала близько 4250 чол.